# Sītāmau
Sītāmau är en ort i Indien.   Den ligger i distriktet Mandsaur och delstaten Madhya Pradesh, i den centrala delen av landet, 500 km söder om huvudstaden New Delhi. Sītāmau ligger 484 meter över havet och antalet invånare är 13 441.
Terrängen runt Sītāmau är huvudsakligen platt. Sītāmau ligger uppe på en höjd. Runt Sītāmau är det ganska tätbefolkat, med 207 invånare per kvadratkilometer. Det finns inga andra samhällen i närheten. Trakten runt Sītāmau består till största delen av jordbruksmark.